# Cútia del Vietnam
La cútia del Vietnam (Cutia legalleni) és una espècie d'au paseriforme de la família dels leiotríquids endèmica de la península d'Indoxina, al sud-est asiàtic. Es troba únicament a Vietnam i Laos.
Anteriorment es considerava una subespècie de la cútia de l'Himàlaia (Cutia nipalensis), pel qual el gènere Cutia era considerat monotípic, però ara es consideren espècies separades.
El seu hàbitat natural són els boscos humits tropicals. No es considera una espècie amenaçada per la UICN, però el seu estat és més delicat que el dels seus parents de l'oest, i per això figura com a espècie gairebé amenaçada.